# Anthony Hembrick
Anthony Hembrick (* 22. Februar 1966 in Detroit, Michigan) ist ein ehemaliger US-amerikanischer Profiboxer.

## Boxkarriere
Anthony „Hollywood“ Hembrick zählte zu den besten Amateurboxern der USA. Er wurde 1986 und 1987 US-amerikanischer Meister im Mittelgewicht und 1988 Vizemeister. Dabei besiegte er unter anderem mehrfach William Guthrie und Joe Lipsey. 1987 gewann er das US-Olympic Festival in Raleigh und 1988 die US Olympic Trials in Concord. Dabei besiegte er im Finalkampf den amtierenden Weltmeister Darin Allen.
Er hatte sich somit für die olympischen Sommerspiele 1988 in Seoul qualifiziert. Seinen ersten Kampf hätte er gegen den südkoreanischen Lokalmatador Ha Jong-Ho bestreiten sollen. Da ihm sein Trainer Ken Adams einen falschen Kampftermin mitteilte, verpasste Hembrick den richtigen Bus vom Olympiadorf zur Wettkampfstätte und konnte somit nicht rechtzeitig vor Ort sein. Er wurde daraufhin noch vor seinem ersten Kampf wegen Walkovers (Nichtantritt) disqualifiziert. Das US-Team legte erfolglos Beschwerde ein und begründete diese mit dem vermeintlich verwirrenden Kampfzeitplan und den unzureichenden Transportmöglichkeiten vor Ort. 
Von da an galt Hembrick als „the guy who missed the bus“ und wurde so auch vor einigen seiner späteren Kämpfe angekündigt. 1989 bestritt er seinen ersten Profikampf und blieb in 14 Kämpfen unbesiegt. Im Juni 1990 verlor er jedoch beim Kampf um die US-Meisterschaft im Halbschwergewicht überraschend in der ersten Runde gegen den späteren IBO-Weltmeister Booker Word. Anschließend blieb er wieder in zehn Kämpfen ungeschlagen, wobei ihm ein Punktesieg gegen Ex-WBA-Weltmeister Leslie Stewart und ein Unentschieden gegen den WM-Herausforderer Mike Sedillo gelang.
Am 7. Januar 1992 boxte er in Michigan um die WBO-Weltmeisterschaft im Halbschwergewicht, verlor jedoch durch knappe Punktniederlage gegen Titelträger Leeonzer Barber. Im März desselben Jahres unterlag er zudem vorzeitig gegen Orlin Norris. Nach vier Aufbausiegen boxte er am 18. September 1993 in Düsseldorf gegen Henry Maske um die IBF-Weltmeisterschaft im Halbschwergewicht, wobei er erneut eine Punktniederlage erlitt. Es folgten je zwei Niederlagen gegen James Toney und Richard Frazier. Sein letzter Erfolg war der Gewinn der US-Meisterschaft im Halbschwergewicht gegen Rudy Nix im Januar 1995. Er beendete seine Karriere im Juni 1996 mit 31 Siegen (22 K. o.), 8 Niederlagen (5 K. o.) und 2 Remis.